# 大津和多理
大津和多理（おおつ わたり、1857年 - 1917年）は、近代北海道の教育者。学校法人北海学園の母体となる北海英語学校（現北海高等学校）の創設者。愛称は、超然とした態度で髭を生やした風貌から仙人。宮城県仙台市生まれ。

## 来歴
仙台藩藩士大津仁右衛門の次子として生まれ、幼少より読書を好み、伯父の蔵書を全て読破し話題になる。宮城英語学校時代に、西南戦争で警視庁巡査として参加。その後、渡道し札幌農学校第三期生として卒業。物理や数学を得意としたという。札幌県御用掛、開拓使勤務を経て、札幌県師範学校教諭となる。1885年に師範学校を辞職し、北海英語学校を創立、初代校長に就任。同年3月15日に豊平館にて開校式を挙行、入学者は140名余り。設立の動機は、戴星義塾の助教と教諭経験から、農学校予科受験のために、中等教育機関設立を痛感したためであった。はじめは、英語のみを教えていたが、後に教える科目を拡充している。1887年病気のため浅羽靖に校長職を譲る。晩年は、郷里で過ごしたという。

## 注記
1. ↑  戴星義塾設立は、札幌農学校第一期生の佐藤勇。